# Just Cause 4
Just Cause 4 — однокористувацька відеогра жанру пригодницького бойовика, розроблена шведською компанією Avalanche Studios та випущена японським видавництвом Square Enix; повноцінний сиквел до попередньої частини серії, випущеної 2015 року. Анонсування проєкту відбулося на відеоігровій виставці E3 2018 року, де розробники продемонстрували головні нововведення гри, дату виходу, її особливості, показавши присутній в залі авдиторії трейлер запланованої відеогри.
Події четвертої частини відбуваються на вигаданому острові Соліс, розташованому в Латинській Америці.

## Сюжет
Цього разу, Ріко Родрігес, колишній боєць американської таємної військової організації під назвою «Агенція», має допомогти мешканцям латиноамериканського острівця Соліса в боротьбі проти диктатора Оскара Еспінози, чия сім'я тримала його під власним контролем не одне століття поспіль. Оскар Еспіноза добре збагатився, отримавши великий сімейний спадок, через що зміг найняти добірне військове угрупування, очолюване Ґабріелою Моралес, — «Чорну Руку», яка, раніше, протистояла Ріко в першій та третій частинах серії. Раніше, згадувалося, що батьки Ріко померли чи були вбиті, не розкриваючи ким вони були. Проте на цей раз, сюжет Just Cause 4 тісно пов'язаний з історією батька Ріко, котрий, як виявиться пізніше, ненароком допоміг Оскару Еспінозі створити зброю, що здатна контролювати торнадо, піщані бурі та інші погодні явища. Приїхавши до Солісу, щоб дізнатися минуле свого батька, разом із тамтешньою новою командою, Ріко підбурює населення до об'єднання та повалення диктатури Еспінози, створивши власне повстанське угрупування, назване «Армією Хаоса».

## Ігровий процес
Just Cause 4 є пригодницьким бойовиком з видом від третьої особи. Події відбуваються у відкритому світі, на вигаданому острові Солісі, розміром близько 1000 км². За обсягом, створений ігровий світ перевершив своїх попередників, піднявшись на перше місце серед усіх чотирьох частин серії. Хоч, за сюжетом, події відбуваються на вигаданому острові саме Латинської Америки, ігровий світ вміщує не лише тропічні ліси, а й розлогі пляжі та полонини, засніжені гірські хребти та дрімучі хвойні ліси. Також він містить численні міста та селища, стародавні руїни храмів та новозведені захисні споруди, як Чорної Руки, так і Армії Хаосу.
Головним героєм відеогри, як і завжди, є Ріко Родрігес — колишній спецагент американської Агенції. Саме його гравець бере під свій контроль, коли розпочинає гру. Надсучасні парашут, костюм-крило та крюк-кішка, основоположний елемент серії Just Cause, — буденне оснащення нового костюму Ріко. З їхньою допомогою, подорожування ігровим світом спрощується, дозволяючи швидко перетинати великі відстані чи оминати виразні прояви природного рельєфу: гір, урвищ. На відміну від попередньої частини, здатності крюка-кішки було розширено, зокрема доданням можливості кріплення повітряних кульок та ракетних підсилювачів на об'єкти. Основною ідеєю цієї частини стала розширена система погоди. Так, окрім звичайних опадів (дощів, снігу), в грі з'явилися смерчі, буревії, пилові бурі та сильні снігопади, котрі так чи інакше впливають як на сюжет з одного боку, так і на ігровий процес з іншого, утворюючи чи полегшуючи різноманітні перешкоди перед гравцем.

### Захоплення території
Як і раніше, для повного проходженням кампанії, гравцю необхідно пройти всі сюжетні завдання, послідовно захоплюючи регіони Солісу, віддаючи їх під контроль Армії Хаосу. Раніше, процес захоплення відбувався таким чином: на території одного регіону розташовувалася певна кількість містечок чи військових аванпостів і баз, де розміщувалися відповідні об'єкти (в поселеннях — агітаційні рекламні щити, пам'ятники диктатору тощо, на аванпостах — різне військове обладнання: розвідувальні антени, генератори енергопостачання та інше), підсвічені червоним забарвленням, на позначення того, що їх можна зруйнувати чи підірвати. Знищивши все необхідне, поселення чи військова база переходить під контроль повстанських сил. І так, захопивши всі в одному регіоні, встановлювалася повна влада над цією ділянкою. В Just Cause 4 ця система була створена наново. Тепер, гравцеві необхідно виконати відповідне завдання, так чи інакше пов'язане із цією місцевістю, щоб претендувати на регіон. Окрім нової території, гравець у такий спосіб може розблоковувати для себе нові види транспортних засобів, види вогнепальної зброї, відкрити більше точок швидкого пересування чи отримати іншу винагороду, наприклад, збільшення присутності союзницьких військ на непідконтрольних територіях. Проте, виконання завдання не єдина умова, за якої регіон можливо захопити. Тепер, знищуючи ворожу інфраструктуру заповнюється шкала хаосу, і гравець отримує загони повстанської армії, які він, неначе в стратегічній відеогрі, має відправляти в наступ на позиції Чорної руки. Ці дії відбуваються на спеціальній мапі, яка за сумісництвом є також мапою внутрішньоігрового світу, Солісу. Лише виконавши доручення союзників, маючи спільний кордон із ворожими позиціями та певну кількість доступних загонів повстанців, регіон можна визволити.
Графічно, непідконтрольні гравцеві регіони можна помітити особисто перебуваючи на лінії зіткнення двох різних територій (Армії Хаосу та Чорної Руки). Приїхавши туди чи просто пролітавши повз, можна помітити зруйновані снарядами будинки та дорожні шляхи, постійні обстріли та стрілянину з обох боків тощо. Проте, насправді, війська Чорної Руки не можуть відвойовувати втрачені регіони, як і війська Армії Хаосу не можуть захоплювати нові без прямої участі гравця. Одразу, як тільки два регіони будуть під керівництвом повстанської сили, бої припиняються, а лінія розмежування пересувається глибше до позицій (регіонів) ворога.

### Ведення бою
Не зважаючи на розширення арсеналу гравця, ближній бій Ріко не зазнав чітких змін. Як і раніше, гравець здатен лише вдаряти ворогів обраною зброєю, не маючи при цьому змоги ухилятися від атак ворога чи проводити контрудари. Проте, було розширено розмаїття самих ворогів: додано повітряні безпілотники, солдатів зі щитами, яких не зачепиш крюком-кішкою, зі спорядженням, що робить їх на певний час невидимими тощо; деякі солдати після своєї смерті встигають викинути пару гранат, деякі мають надміцне захисне спорядження, що перетворює їх на мінібосів.

##### Оснащення
Головною особливістю серії Just Cause, від початку, завжди був спеціальний стягувач (крюк), з допомогою якого, персонаж гравця міг швидко пересуватися з однією точки в іншу, та дозволяв приєднувати різні предмети чи людей один до одного. Наприклад, з'єднати два ворожих гелікоптери так, щоб вони влетіли один на одного й вибухнули. Четверта частина не стала виключенням, проте отримала від розробників певні нововведення. Відтепер, гравцеві також доступні «повітряний підіймач», тобто повітряні кулі, які можна крюком прикріпити до об'єкта, аби той злетів догори, «пришвидчувач» або «бустер», котрий працює неначе маленький феєрверк прикріплений до цілі, здатний швидко пересунути той чи інший об'єкт, будь-то людина чи транспорт, або ж споруда.
Раніше, щоб поліпшити крюк чи інше оснащення Ріко, гравцеві доводилося проходити побічні випробовування. Проте в Just Cause 4, випробовування перестали бути важливим елементом для прокачування. Тепер, щоб поліпшити крюк та його складники, треба проходити побічні завдання (квести) від трьох неігрових персонажів, кожен із яких відповідає за конкретну особливість стягувача. Так, в грі можна виконувати побічні місії: від Сарженто, який дає завдання, де персонаж гравця має, об'єднавши сили із новобранцями, знищувати інфраструктуру Чорної Руки; Гарланд, завдання якої націлені на виконання Ріко різноманітних трюків; Джаві, який дає завдання із дослідження стародавніх храмів. Для прикладу, виконавши кілька завдань від одного з побічних героїв, гравець розблокує можливість підривати випущені та прикріплені повітряні кулі через налаштований час.
Для прокачування стягувача розробники створили окрему панель його налаштування. В четвертій частині, через розширення функцій крюка, гравець отримав спеціальні три слоти. Кожен із них, він може налаштовувати під власні вподобання: обрати яким чином активуються ті чи інші функції: натисненням чи затисненням клавіші чи кнопки, з якою силою вони діятимуть, скільки триватиме тощо. Таке оновлення спрямоване на полегшення зручності в керуванні нововведеними особливостями. Оскільки так, гравець може створити три різних набори для власних цілей, і потім, без потреби знову заходити до подібних панелей, вільно перемикатися між ними натисканням відповідних клавіш на клавіатурі чи кнопок на джойстику.
Як і попередні частини, Just Cause 4 представляє гравцеві немалий вибір зброї, від різноманітних громіздких кулеметів й до високоточних снайперських гвинтівок. Проте, арсенал гравця в четвертій частині зазнав розширення. Було додано чимало нових як для серії елементів, зокрема, тепер гравець має можливість керувати суперзброєю, пов'язаною із погодними нововведеннями. Наприклад, PWC V4.2 «Вітрова гармата», що може майже непомітно здувати цілі загони ворогів та споруди, чи DA 9.3 «Громовиця», яка окрім звичайного вистрілу блискавкою, може створювати власні контрольовані буревії з блискавок, котрі спопелятимуть ворогів довкола заданого місця.Такі види озброєння розблоковуватимуться гравцеві після проходження певних сюжетних завдань, пов'язаних із ними.

## Історія
Just Cause 4 була розроблена шведською компанією Avalanche Studios, яка є засновницею серії Just Cause та розробницею всіх інших її частин. Розробка відеогри велася на повністю новій версії грального рушія Apex, також розробленого Avalanche, котру компанія представила під час PC Gaming Show в червні 2018. Того ж дня стало відомо, що посади керівника проєкту та виконавчого продюсера посідають Франческо Антоліні та Адам Девідсон відповідно. Разом вони розказали про нові можливості рушія. З допомогою Apex розробники змогли додати до відеогри різноманіття погодних явищ: блискавку, снігопади, смерчі тощо, а також покращили штучний інтелект неігрових персонажів, зробивши їх розумнішими та тактичнішими. Серед інших особливостей рушія є базований на основі фізиці рендеринг та нова система анімацій.
Перша інформація про відеогру почала з'являтися в травні 2018 року, коли інтернетом були розповсюджені знімки екрану електронного магазину Walmart Canada, на яких можна було помітити кілька не анонсованих раніше проєктів, зокрема й Just Cause 4. 8 червня, ненароком, з'явилася інформація про відеогру на платформі цифрової дистрибуції Steam в одній з її рекламних оголошень на початковій сторінці, проте згодом оголошення вилучили. Через два дні, 10 червня Just Cause 4 була вже офіційно анонсована під час прес-конференції Microsoft на Electronic Entertainment Expo 2018. Тоді ж було оголошено дату виходу відеогри – 4 грудня 2018 року. 11 червня відеогра була також показана на прес-конференції Square Enix, де компанія-розробниця Avalanche Studios розкрила деякі особливості нової частини, зокрема, інформацію про ігровий світ, новий гральний рушій тощо. Також компанія наголосила, що головною особливістю Just Cause 4 стануть екстремальні погодні явища: блискавки, смерчі та буревії тощо.
30 жовтня Avalanche Studios на своїй Твіттер-сторінці повідомила, що розробка відеогри для усіх платформ офіційно завершена. Разом із тим, було оприлюднено системні вимоги відеогри. Just Cause 4 вийшла 4 грудня 2018 року для платформ Microsoft Windows, PlayStation 4 та Xbox One. Згодом, відеогра отримала три доповнення та кілька розширень. Перше доповнення під назвою «Dare Devils of Destructions», що додало кілька озброєних транспортних засобів та нові режими випробовувань, вийшло 30 квітня 2019 року. Друге, «Los Demonios», побачило світ 3 липня. В ньому Ріко має захищати Соліс від вторгнення демонів. І останнє, «Danger Rising», що додало сюжетну лінію, пов'язану із боротьбою проти Агенції, та говерборд, вийшло 5 вересня того ж року.

## Оцінки й відгуки
Just Cause 4 отримала в цілому змішані відгуки від оглядачів різноманітних видань та пересічних гравців. Так, на вебсайтах-агрегаторах версія відеогри для Microsoft Windows отримала 68 балів зі 100 від оглядачів на основі 43 оглядів і 4,9 бали з десяти від пересічних гравців на Metacritic, 68 балів зі 100 та 29% в рейтингу «критики рекомендують» на OpenCritic, а також 70,5% на вебсайті GameRankings. Версії відеогри для PlayStation 4 та Xbox One не сильно різняться в отриманих оцінках, маючи 65 й 70 балів зі 100 на Metacritic та 68,5% й 67% на GameRankings відповідно. Проте, версія для  Xbox One покращила на бал свою позицію серед відгуків від пересічних гравців, отримавши 5,9 бали з 10 на Metacritic. За підсумком оглядів, OpenCritic зазначив, що головними недоліками Just Cause 4 стали проблеми з боку технічної сторони та відсутність інноваційних ідей, а найбільшою перевагою вважається надана гравцеві свобода дій як у відеоіграх жанру пісочниці – «У той час як Just Cause 4 принесла хаотичну бойовку та вбивчий хаос, за що й відома серія, Just Cause 4 не змогла вивести серію на новий рівень. В результаті чого, багато механік відчуваються застарілими. Також є певні проблеми з продуктивністю для персональних комп'ютерів.».